# Eilema sthenoptera
Eilema sthenoptera là một loài bướm đêm thuộc phân họ Arctiinae, họ Erebidae.